# Pyrenacantha longirostrata
Pyrenacantha longirostrata är en tvåhjärtbladig växtart som beskrevs av Villiers. Pyrenacantha longirostrata ingår i släktet Pyrenacantha och familjen Icacinaceae. Inga underarter finns listade i Catalogue of Life.